# Ait Ichou
Ait Ichou (franska: Ait Ichou (CR), Ait Ichou (Commune Rurale), arabiska: جمعة مول البلاد) är en kommun i Marocko.   Den ligger i provinsen Khémisset och regionen Rabat-Salé-Kénitra, i den nordöstra delen av landet, 90 km sydost om huvudstaden Rabat. Antalet invånare är 2 213.